# 2024-es férfi kézilabda-Európa-bajnokság
A 2024-es férfi kézilabda-Európa-bajnokságot Németországban rendezték január 10. és 28. között. Ez a 16. férfi kézilabda-Európa-bajnokság, a tornán 24 ország válogatottja vett részt.
A torna nyitónapján két mérkőzést rendeztek a düsseldorfi Merkur Spiel-Arena labdarúgó-stadionban felépített kézilabdapályán, amelyre 53 586 néző látogatott ki. Ez a sportágban új nézőcsúcsot jelentett, korábban ennyi néző előtt még nem rendeztek kézilabda-mérkőzést.

## Pályázatok
Az EHF 2017. május 4-én tette közzé a pályázni szándékozók listáját: Csehország, Magyarország és Szlovákia közös pályázata, Dánia és Svájc közös pályázata, valamint Németország, Észak-Macedónia és Litvánia. A határidőig a következő pályázatok érkeztek be: közösen pályázott Dánia és Svájc, közösen pályázott Magyarország és Szlovákia valamint egyedül pályázott Németország.
Az EHF 2018. június 20-án Glasgowban Németországot választotta rendezőnek.
| Ország(ok)              |                  |
| Ország(ok)              | Szavazatok száma |
| ----------------------- | ---------------- |
| Németország             | 27               |
| Dánia, Svájc            | 19               |
| Magyarország, Szlovákia | –                |
| Összesen                | 46               |

Magyarország és Szlovákia a 2022-es Eb rendezési jogának elnyerése miatt visszalépett.

## Helyszínek
A mérkőzéseket hat városban rendezik. A nyitómérkőzés Düsseldorfban, a döntő Kölnben volt.
| Merkur Spiel-Arena | Lanxess Arena    | Mercedes-Benz Arena |
| Férőhely: 50 000   | Férőhely: 19 750 | Férőhely: 14 800    |
|                    |                  |                     |
| Hamburg            | Mannheim         | München             |
| Barclaycard Arena  | SAP Arena        | Olympiahalle        |
| Férőhely: 13 300   | Férőhely: 13 200 | Férőhely: 12 150    |
|                    |                  |                     |

## Résztvevők
| Nemzet              | Részvételi jog                                  | Részvétel megszerzésének dátuma | Korábbi Eb-részvételek |
| ------------------- | ----------------------------------------------- | ------------------------------- | ---------------------- |
| Németország         | Rendező                                         | 2018. június 20.                | 14                     |
| Spanyolország       | A 2022-es Európa-bajnokság döntőse              | 2022. január 28.                | 15                     |
| Svédország          | A 2022-es Európa-bajnokság döntőse              | 2022. január 28.                | 14                     |
| Dánia               | A 2022-es Európa-bajnokság harmadik helyezettje | 2022. január 30.                | 14                     |
| Ausztria            | Selejtező, 4. csoport, első két helyezett       | 2023. március 11.               | 5                      |
| Franciaország       | Selejtező, 8. csoport, első két helyezett       | 2023. március 11.               | 15                     |
| Magyarország        | Selejtező, 6. csoport, első két helyezett       | 2023. március 12.               | 13                     |
| Portugália          | Selejtező, 1. csoport, első két helyezett       | 2023. március 12.               | 7                      |
| Szlovénia           | Selejtező, 7. csoport, első két helyezett       | 2023. március 12.               | 13                     |
| Horvátország        | Selejtező, 5. csoport, első két helyezett       | 2023. április 26.               | 15                     |
| Norvégia            | Selejtező, 2. csoport, első két helyezett       | 2023. április 26.               | 10                     |
| Szerbia             | Selejtező, 2. csoport, első két helyezett       | 2023. április 26.               | 7                      |
| Izland              | Selejtező, 3. csoport, első két helyezett       | 2023. április 27.               | 12                     |
| Csehország          | Selejtező, 3. csoport, első két helyezett       | 2023. április 27.               | 11                     |
| Svájc               | Selejtező, 6. csoport, első két helyezett       | 2023. április 27.               | 4                      |
| Lengyelország       | Selejtező, 8. csoport, első két helyezett       | 2023. április 27.               | 10                     |
| Észak-Macedónia     | Selejtező, 1. csoport, első két helyezett       | 2023. április 30.               | 7                      |
| Románia             | Selejtező, 4. csoport, első két helyezett       | 2023. április 30.               | 2                      |
| Hollandia           | Selejtező, 5. csoport, első két helyezett       | 2023. április 30.               | 2                      |
| Bosznia-Hercegovina | Selejtező, 7. csoport, első két helyezett       | 2023. április 30.               | 2                      |
| Montenegró          | Selejtező, négy legjobb harmadik helyezett      | 2023. április 30.               | 6                      |
| Feröer              | Selejtező, négy legjobb harmadik helyezett      | 2023. április 30.               | 0 (újonc)              |
| Görögország         | Selejtező, négy legjobb harmadik helyezett      | 2023. április 30.               | 0 (újonc)              |
| Grúzia              | Selejtező, négy legjobb harmadik helyezett      | 2023. április 30.               | 0 (újonc)              |

## Sorsolás
A csoportkör sorsolását 2023. május 10-én tartották Düsseldorfban.

### Kiemelés
A kiemelést 2023. május 1-jén jelentették be.
| 1. kalap                                                                                     | 2. kalap                                                                          | 3. kalap                                                                                           | 4. kalap                                                       |
| -------------------------------------------------------------------------------------------- | --------------------------------------------------------------------------------- | -------------------------------------------------------------------------------------------------- | -------------------------------------------------------------- |
| - Svédország (E1) - Spanyolország - Dánia (F1) - Franciaország - Norvégia (D1) - Izland (C1) | - Németország (A2) - Hollandia - Magyarország - Szlovénia - Portugália - Ausztria | - Horvátország (B3) - Lengyelország - Csehország - Szerbia - Észak-Macedónia - Bosznia-Hercegovina | - Montenegró - Feröer - Görögország - Grúzia - Románia - Svájc |

## Játékvezetők
2023. szeptember 25-én 18 játékvezetőpárt jelöltek ki
| Játékvezetők        | Játékvezetők                            |
| ------------------- | --------------------------------------- |
| Bosznia-Hercegovina | Amar Konjičanin Dino Konjičanin         |
| Csehország          | Václav Horáček Jiří Novotný             |
| Dánia               | Mads Hansen Jesper Madsen               |
| Franciaország       | Charlotte Bonaventura Julie Bonaventura |
| Franciaország       | Karim Gasmi Raouf Gasmi                 |
| Izland              | Jónas Elíasson Anton Pálsson            |
| Litvánia            | Vaidas Mažeika Mindaugas Gatelis        |
| Észak-Macedónia     | Slave Nikolov Gjorgji Nachevski         |
| Moldova             | Igor Covalciuc Alexei Covalciuc         |

| Játékvezetők  | Játékvezetők                     |
| ------------- | -------------------------------- |
| Montenegró    | Ivan Pavićević Miloš Ražnatović  |
| Norvégia      | Lars Jørum Håvard Kleven         |
| Németország   | Maike Merz Tanja Kuttler         |
| Németország   | Robert Schulze Tobias Tönnies    |
| Portugália    | Duarte Santos Ricardo Fonseca    |
| Spanyolország | Andreu Marín Ignacio García      |
| Svájc         | Arthur Brunner Morad Salah       |
| Svédország    | Mirza Kurtagic Mattias Wetterwik |
| Szlovénia     | Bojan Lah David Sok              |

## Csoportkör
A menetrendet 2023. március 1-jén tették közzé.

### A csoport
| Hely. | Csapat          | M | Gy | D | V | G+ | G–  | Gk  | P | Továbbjutás |
| ----- | --------------- | - | -- | - | - | -- | --- | --- | - | ----------- |
| 1.    | Franciaország   | 3 | 2  | 1 | 0 | 65 | 55  | +10 | 5 | Középdöntő  |
| 2.    | Németország (R) | 3 | 2  | 0 | 1 | 61 | 39  | +22 | 4 | Középdöntő  |
| 3.    | Észak-Macedónia | 3 | 1  | 0 | 2 | 83 | 100 | −17 | 2 |             |
| 4.    | Svájc           | 3 | 0  | 1 | 2 | 67 | 82  | −15 | 1 |             |

| 2024. január 10. 18:00 | Franciaország | 39–29   | Észak-Macedónia | Merkur Spiel-Arena, Düsseldorf Nézőszám: 53 586 Játékvezetők: Kurtagic, Wetterwik (SWE) |
| 2024. január 10. 18:00 | Descat 7      | (17–13) | Peševski 7      | Merkur Spiel-Arena, Düsseldorf Nézőszám: 53 586 Játékvezetők: Kurtagic, Wetterwik (SWE) |
| 2024. január 10. 18:00 | Jegyzőkönyv   |         |                 | Merkur Spiel-Arena, Düsseldorf Nézőszám: 53 586 Játékvezetők: Kurtagic, Wetterwik (SWE) |

| 2024. január 10. 20:45 | Németország | 27–14       | Svájc   | Merkur Spiel-Arena, Düsseldorf Nézőszám: 53 586 Játékvezetők: Hansen, Madsen (DEN) |
| 2024. január 10. 20:45 | Knorr 6     | (13–8)      | Rubin 4 | Merkur Spiel-Arena, Düsseldorf Nézőszám: 53 586 Játékvezetők: Hansen, Madsen (DEN) |
| 2024. január 10. 20:45 | 2× 1×       | Jegyzőkönyv | 3× 1×   | Merkur Spiel-Arena, Düsseldorf Nézőszám: 53 586 Játékvezetők: Hansen, Madsen (DEN) |

| 2024. január 14. 18:00 | Svájc   | 26–26       | Franciaország | Mercedes-Benz Arena, Berlin Nézőszám: 13 571 Játékvezetők: A. Konjičanin, D. Konjičanin (BIH) |
| 2024. január 14. 18:00 | Laube 9 | (14–14)     | Mem 7         | Mercedes-Benz Arena, Berlin Nézőszám: 13 571 Játékvezetők: A. Konjičanin, D. Konjičanin (BIH) |
| 2024. január 14. 18:00 | 3× 1×   | Jegyzőkönyv | 2× 1×         | Mercedes-Benz Arena, Berlin Nézőszám: 13 571 Játékvezetők: A. Konjičanin, D. Konjičanin (BIH) |

| 2024. január 14. 20:30 | Észak-Macedónia | 25–34       | Németország | Mercedes-Benz Arena, Berlin Nézőszám: 13 571 Játékvezetők: D. Martins, R. Martins (POR) |
| 2024. január 14. 20:30 | Kosteski 6      | (13–18)     | Knorr 10    | Mercedes-Benz Arena, Berlin Nézőszám: 13 571 Játékvezetők: D. Martins, R. Martins (POR) |
| 2024. január 14. 20:30 | 5×              | Jegyzőkönyv | 1×          | Mercedes-Benz Arena, Berlin Nézőszám: 13 571 Játékvezetők: D. Martins, R. Martins (POR) |

| 2024. január 16. 18:00 | Észak-Macedónia   | 29–27       | Svájc     | Mercedes-Benz Arena, Berlin Nézőszám: 13 571 Játékvezetők: I. Covalciuc, A. Covalciuc (MDA) |
| 2024. január 16. 18:00 | Kosteski, Mitev 5 | (13–9)      | Schmid 12 | Mercedes-Benz Arena, Berlin Nézőszám: 13 571 Játékvezetők: I. Covalciuc, A. Covalciuc (MDA) |
| 2024. január 16. 18:00 | 2× 1×             | Jegyzőkönyv | 1×        | Mercedes-Benz Arena, Berlin Nézőszám: 13 571 Játékvezetők: I. Covalciuc, A. Covalciuc (MDA) |

| 2024. január 16. 20:30 | Franciaország | 33–30       | Németország | Mercedes-Benz Arena, Berlin Nézőszám: 13 571 Játékvezetők: Horáček, Novotný (CZE) |
| 2024. január 16. 20:30 | Mem, Mahé 5   | (17–15)     | Knorr 8     | Mercedes-Benz Arena, Berlin Nézőszám: 13 571 Játékvezetők: Horáček, Novotný (CZE) |
| 2024. január 16. 20:30 | 2×            | Jegyzőkönyv | 2× 1×       | Mercedes-Benz Arena, Berlin Nézőszám: 13 571 Játékvezetők: Horáček, Novotný (CZE) |

### B csoport
| Hely. | Csapat        | M | Gy | D | V | G+ | G– | Gk  | P | Továbbjutás |
| ----- | ------------- | - | -- | - | - | -- | -- | --- | - | ----------- |
| 1.    | Horvátország  | 3 | 2  | 1 | 0 | 98 | 82 | +16 | 5 | Középdöntő  |
| 2.    | Ausztria      | 3 | 1  | 2 | 0 | 92 | 85 | +7  | 4 | Középdöntő  |
| 3.    | Spanyolország | 3 | 1  | 1 | 1 | 98 | 96 | +2  | 3 |             |
| 4.    | Románia       | 3 | 0  | 0 | 3 | 73 | 98 | −25 | 0 |             |

| 2024. január 12. 18:00 | Ausztria  | 31–24       | Románia    | SAP Arena, Mannheim Nézőszám: 13 293 Játékvezetők: Jørum, Kleven (NOR) |
| 2024. január 12. 18:00 | Frimmel 6 | (15–14)     | Grigoraș 6 | SAP Arena, Mannheim Nézőszám: 13 293 Játékvezetők: Jørum, Kleven (NOR) |
| 2024. január 12. 18:00 | 2×        | Jegyzőkönyv | 3× 1× 2×   | SAP Arena, Mannheim Nézőszám: 13 293 Játékvezetők: Jørum, Kleven (NOR) |

| 2024. január 12. 20:30 | Spanyolország | 29–39       | Horvátország           | SAP Arena, Mannheim Nézőszám: 13 293 Játékvezetők: Horáček, Novotný (CZE) |
| 2024. január 12. 20:30 | Gómez 8       | (14–18)     | Martinović, Šoštarič 8 | SAP Arena, Mannheim Nézőszám: 13 293 Játékvezetők: Horáček, Novotný (CZE) |
| 2024. január 12. 20:30 | 1×            | Jegyzőkönyv | 2×                     | SAP Arena, Mannheim Nézőszám: 13 293 Játékvezetők: Horáček, Novotný (CZE) |

| 2024. január 14. 18:00 | Románia        | 24–36       | Spanyolország | SAP Arena, Mannheim Nézőszám: 13 293 Játékvezetők: Lah, Sok (SLO) |
| 2024. január 14. 18:00 | Dedu, Nistor 4 | (12–17)     | Gómez 8       | SAP Arena, Mannheim Nézőszám: 13 293 Játékvezetők: Lah, Sok (SLO) |
| 2024. január 14. 18:00 | 2× 1×          | Jegyzőkönyv | 1× 1×         | SAP Arena, Mannheim Nézőszám: 13 293 Játékvezetők: Lah, Sok (SLO) |

| 2024. január 14. 20:30 | Horvátország | 28–28       | Ausztria | SAP Arena, Mannheim Nézőszám: 13 293 Játékvezetők: Hansen, Madsen (DEN) |
| 2024. január 14. 20:30 | Šoštarič 6   | (14–12)     | Bilyk 7  | SAP Arena, Mannheim Nézőszám: 13 293 Játékvezetők: Hansen, Madsen (DEN) |
| 2024. január 14. 20:30 | 3×           | Jegyzőkönyv | 4× 1×    | SAP Arena, Mannheim Nézőszám: 13 293 Játékvezetők: Hansen, Madsen (DEN) |

| 2024. január 16. 18:00 | Horvátország | 31–25       | Románia | SAP Arena, Mannheim Nézőszám: 13 293 Játékvezetők: A. Konjičanin, D. Konjičanin (BIH) |
| 2024. január 16. 18:00 | Klarica 7    | (16–12)     | Negru 9 | SAP Arena, Mannheim Nézőszám: 13 293 Játékvezetők: A. Konjičanin, D. Konjičanin (BIH) |
| 2024. január 16. 18:00 | 4× 1×        | Jegyzőkönyv | 5× 1×   | SAP Arena, Mannheim Nézőszám: 13 293 Játékvezetők: A. Konjičanin, D. Konjičanin (BIH) |

| 2024. január 16. 20:30 | Spanyolország | 33–33       | Ausztria | SAP Arena, Mannheim Nézőszám: 13 293 Játékvezetők: Mažeika, Gatelis (LTU) |
| 2024. január 16. 20:30 | Gómez 8       | (15–17)     | Bilyk 8  | SAP Arena, Mannheim Nézőszám: 13 293 Játékvezetők: Mažeika, Gatelis (LTU) |
| 2024. január 16. 20:30 | 4× 1×         | Jegyzőkönyv | 4× 1×    | SAP Arena, Mannheim Nézőszám: 13 293 Játékvezetők: Mažeika, Gatelis (LTU) |

### C csoport
| Hely. | Csapat       | M | Gy | D | V | G+ | G– | Gk  | P | Továbbjutás |
| ----- | ------------ | - | -- | - | - | -- | -- | --- | - | ----------- |
| 1.    | Magyarország | 3 | 3  | 0 | 0 | 87 | 76 | +11 | 6 | Középdöntő  |
| 2.    | Izland       | 3 | 1  | 1 | 1 | 83 | 90 | −7  | 3 | Középdöntő  |
| 3.    | Montenegró   | 3 | 1  | 0 | 2 | 84 | 86 | −2  | 2 |             |
| 4.    | Szerbia      | 3 | 0  | 1 | 2 | 83 | 85 | −2  | 1 |             |

| 2024. január 12. 18:00 | Izland    | 27–27       | Szerbia      | Olympiahalle, München Nézőszám: 12 128 Játékvezetők: D. Martins, R. Martins (POR) |
| 2024. január 12. 18:00 | Elísson 7 | (11–10)     | Pechmalbec 5 | Olympiahalle, München Nézőszám: 12 128 Játékvezetők: D. Martins, R. Martins (POR) |
| 2024. január 12. 18:00 | 1× 1×     | Jegyzőkönyv | 4× 1×        | Olympiahalle, München Nézőszám: 12 128 Játékvezetők: D. Martins, R. Martins (POR) |

| 2024. január 12. 20:30 | Magyarország | 26–24       | Montenegró            | Olympiahalle, München Nézőszám: 12 128 Játékvezetők: I. Covalciuc, A. Covalciuc (MDA) |
| 2024. január 12. 20:30 | Bánhidi 6    | (14–14)     | Borozan, Dragašević 6 | Olympiahalle, München Nézőszám: 12 128 Játékvezetők: I. Covalciuc, A. Covalciuc (MDA) |
| 2024. január 12. 20:30 | 7×           | Jegyzőkönyv | 6× 1×                 | Olympiahalle, München Nézőszám: 12 128 Játékvezetők: I. Covalciuc, A. Covalciuc (MDA) |

| 2024. január 14. 18:00 | Montenegró | 30–31       | Izland      | Olympiahalle, München Nézőszám: 12 128 Játékvezetők: Mažeika, Gatelis (LTU) |
| 2024. január 14. 18:00 | Borozan 5  | (15–17)     | Magnússon 7 | Olympiahalle, München Nézőszám: 12 128 Játékvezetők: Mažeika, Gatelis (LTU) |
| 2024. január 14. 18:00 | 6× 1×      | Jegyzőkönyv | 4×          | Olympiahalle, München Nézőszám: 12 128 Játékvezetők: Mažeika, Gatelis (LTU) |

| 2024. január 14. 20:30 | Szerbia          | 27–28       | Magyarország | Olympiahalle, München Nézőszám: 12 128 Játékvezetők: Jørum, Kleven |
| 2024. január 14. 20:30 | Vorkapić, Ilić 5 | (13–14)     | Bánhidi 9    | Olympiahalle, München Nézőszám: 12 128 Játékvezetők: Jørum, Kleven |
| 2024. január 14. 20:30 | 6×               | Jegyzőkönyv | 4×           | Olympiahalle, München Nézőszám: 12 128 Játékvezetők: Jørum, Kleven |

| 2024. január 16. 18:00 | Szerbia | 29–30       | Montenegró   | Olympiahalle, München Nézőszám: 12 128 Játékvezetők: Kurtagic, Wetterwik (SWE) |
| 2024. január 16. 18:00 | Kukić 7 | (14–15)     | B. Vujović 8 | Olympiahalle, München Nézőszám: 12 128 Játékvezetők: Kurtagic, Wetterwik (SWE) |
| 2024. január 16. 18:00 | 4×      | Jegyzőkönyv | 4× 1×        | Olympiahalle, München Nézőszám: 12 128 Játékvezetők: Kurtagic, Wetterwik (SWE) |

| 2024. január 16. 20:30 | Izland         | 25–33       | Magyarország    | Olympiahalle, München Nézőszám: 12 128 Játékvezetők: Lah, Sok (SLO) |
| 2024. január 16. 20:30 | Kristjánsson 7 | (13–15)     | Hanusz, Szita 5 | Olympiahalle, München Nézőszám: 12 128 Játékvezetők: Lah, Sok (SLO) |
| 2024. január 16. 20:30 | 4×             | Jegyzőkönyv | 5× 1×           | Olympiahalle, München Nézőszám: 12 128 Játékvezetők: Lah, Sok (SLO) |

### D csoport
| Hely. | Csapat        | M | Gy | D | V | G+ | G– | Gk  | P | Továbbjutás |
| ----- | ------------- | - | -- | - | - | -- | -- | --- | - | ----------- |
| 1.    | Szlovénia     | 3 | 3  | 0 | 0 | 92 | 81 | +11 | 6 | Középdöntő  |
| 2.    | Norvégia      | 3 | 1  | 1 | 1 | 85 | 75 | +10 | 3 | Középdöntő  |
| 3.    | Lengyelország | 3 | 1  | 0 | 2 | 78 | 92 | −14 | 2 |             |
| 4.    | Feröer        | 3 | 0  | 1 | 2 | 83 | 90 | −7  | 1 |             |

| 2024. január 11. 18:00 | Szlovénia | 32–28       | Feröer      | Mercedes-Benz Arena, Berlin Nézőszám: 11 625 Játékvezetők: Schulze, Tönnies (GER) |
| 2024. január 11. 18:00 | Vlah 8    | (13–13)     | Skipagøtu 9 | Mercedes-Benz Arena, Berlin Nézőszám: 11 625 Játékvezetők: Schulze, Tönnies (GER) |
| 2024. január 11. 18:00 | 5× 2×     | Jegyzőkönyv | 3× 1×       | Mercedes-Benz Arena, Berlin Nézőszám: 11 625 Játékvezetők: Schulze, Tönnies (GER) |

| 2024. január 11. 20:30 | Norvégia  | 32–21       | Lengyelország | Mercedes-Benz Arena, Berlin Nézőszám: 11 625 Játékvezetők: Pavićević, Ražnatović (MNE) |
| 2024. január 11. 20:30 | Sagosen 6 | (15–10)     | Sićko 5       | Mercedes-Benz Arena, Berlin Nézőszám: 11 625 Játékvezetők: Pavićević, Ražnatović (MNE) |
| 2024. január 11. 20:30 | 1×        | Jegyzőkönyv | 3×            | Mercedes-Benz Arena, Berlin Nézőszám: 11 625 Játékvezetők: Pavićević, Ražnatović (MNE) |

| 2024. január 13. 18:00 | Lengyelország   | 25–32       | Szlovénia | Mercedes-Benz Arena, Berlin Nézőszám: 13 571 Játékvezetők: Nikolov, Nachevski (MKD) |
| 2024. január 13. 18:00 | három játékos 4 | (14–20)     | Marguč 6  | Mercedes-Benz Arena, Berlin Nézőszám: 13 571 Játékvezetők: Nikolov, Nachevski (MKD) |
| 2024. január 13. 18:00 | 1×              | Jegyzőkönyv | 3× 1×     | Mercedes-Benz Arena, Berlin Nézőszám: 13 571 Játékvezetők: Nikolov, Nachevski (MKD) |

| 2024. január 13. 20:30 | Feröer                      | 26–26       | Norvégia | Mercedes-Benz Arena, Berlin Nézőszám: 13 571 Játékvezetők: Brunner, Salah (SUI) |
| 2024. január 13. 20:30 | E. Á Skipagøtu, Rasmussen 5 | (12–13)     | Blonz 8  | Mercedes-Benz Arena, Berlin Nézőszám: 13 571 Játékvezetők: Brunner, Salah (SUI) |
| 2024. január 13. 20:30 | 6× 2×                       | Jegyzőkönyv | 5× 1×    | Mercedes-Benz Arena, Berlin Nézőszám: 13 571 Játékvezetők: Brunner, Salah (SUI) |

| 2024. január 15. 18:00 | Lengyelország | 32–28       | Feröer            | Mercedes-Benz Arena, Berlin Nézőszám: 13 321 Játékvezetők: Marín, García (ESP) |
| 2024. január 15. 18:00 | Sićko 10      | (15–15)     | West Av Teigum 10 | Mercedes-Benz Arena, Berlin Nézőszám: 13 321 Játékvezetők: Marín, García (ESP) |
| 2024. január 15. 18:00 | 7× 2×         | Jegyzőkönyv | 5×                | Mercedes-Benz Arena, Berlin Nézőszám: 13 321 Játékvezetők: Marín, García (ESP) |

| 2024. január 15. 20:30 | Norvégia  | 27–28       | Szlovénia | Mercedes-Benz Arena, Berlin Nézőszám: 13 336 Játékvezetők: C. Bonaventura, J. Bonaventura (FRA) |
| 2024. január 15. 20:30 | Sagosen 6 | (17–17)     | Vlah 7    | Mercedes-Benz Arena, Berlin Nézőszám: 13 336 Játékvezetők: C. Bonaventura, J. Bonaventura (FRA) |
| 2024. január 15. 20:30 | 3×        | Jegyzőkönyv | 9× 2×     | Mercedes-Benz Arena, Berlin Nézőszám: 13 336 Játékvezetők: C. Bonaventura, J. Bonaventura (FRA) |

### E csoport
| Hely. | Csapat              | M | Gy | D | V | G+  | G– | Gk  | P | Továbbjutás |
| ----- | ------------------- | - | -- | - | - | --- | -- | --- | - | ----------- |
| 1.    | Svédország          | 3 | 3  | 0 | 0 | 100 | 74 | +26 | 6 | Középdöntő  |
| 2.    | Hollandia           | 3 | 2  | 0 | 1 | 98  | 78 | +20 | 4 | Középdöntő  |
| 3.    | Grúzia              | 3 | 1  | 0 | 2 | 77  | 95 | −18 | 2 |             |
| 4.    | Bosznia-Hercegovina | 4 | 1  | 0 | 3 | 59  | 87 | −28 | 2 |             |

| 2024. január 11. 18:00 | Hollandia            | 34–29       | Grúzia          | SAP Arena, Mannheim Nézőszám: 10 878 Játékvezetők: Marín, García (ESP) |
| 2024. január 11. 18:00 | Baijens, Ten Velde 6 | (19–12)     | Tskhovrebadze 9 | SAP Arena, Mannheim Nézőszám: 10 878 Játékvezetők: Marín, García (ESP) |
| 2024. január 11. 18:00 | 5× 1×                | Jegyzőkönyv | 4×              | SAP Arena, Mannheim Nézőszám: 10 878 Játékvezetők: Marín, García (ESP) |

| 2024. január 11. 20:30 | Svédország | 29–20       | Bosznia-Hercegovina | SAP Arena, Mannheim Nézőszám: 10 903 Játékvezetők: Merz, Kuttler (GER) |
| 2024. január 11. 20:30 | Wanne 9    | (14–7)      | Faljić 4            | SAP Arena, Mannheim Nézőszám: 10 903 Játékvezetők: Merz, Kuttler (GER) |
| 2024. január 11. 20:30 | 2×         | Jegyzőkönyv | 1× 1×               | SAP Arena, Mannheim Nézőszám: 10 903 Játékvezetők: Merz, Kuttler (GER) |

| 2024. január 13. 18:00 | Bosznia-Hercegovina | 20–36       | Hollandia   | SAP Arena, Mannheim Nézőszám: 13 293 Játékvezetők: Elíasson, Pálsson (ISL) |
| 2024. január 13. 18:00 | Davidović 4         | (7–17)      | Ten Velde 9 | SAP Arena, Mannheim Nézőszám: 13 293 Játékvezetők: Elíasson, Pálsson (ISL) |
| 2024. január 13. 18:00 | 6×                  | Jegyzőkönyv | 4× 1×       | SAP Arena, Mannheim Nézőszám: 13 293 Játékvezetők: Elíasson, Pálsson (ISL) |

| 2024. január 13. 20:30 | Grúzia         | 26–42       | Svédország | SAP Arena, Mannheim Nézőszám: 13 293 Játékvezetők: Pavićević, Ražnatović (MNE) |
| 2024. január 13. 20:30 | Arsenashvili 6 | (9–23)      | Karlsson 7 | SAP Arena, Mannheim Nézőszám: 13 293 Játékvezetők: Pavićević, Ražnatović (MNE) |
| 2024. január 13. 20:30 | 2×             | Jegyzőkönyv | 2×         | SAP Arena, Mannheim Nézőszám: 13 293 Játékvezetők: Pavićević, Ražnatović (MNE) |

| 2024. január 15. 18:00 | Bosznia-Hercegovina | 19–22       | Grúzia          | SAP Arena, Mannheim Nézőszám: 13 196 Játékvezetők: K. Gasmi, R. Gasmi (FRA) |
| 2024. január 15. 18:00 | Panić 7             | (9–9)       | Tskhovrebadze 7 | SAP Arena, Mannheim Nézőszám: 13 196 Játékvezetők: K. Gasmi, R. Gasmi (FRA) |
| 2024. január 15. 18:00 | 2× 1×               | Jegyzőkönyv | 1×              | SAP Arena, Mannheim Nézőszám: 13 196 Játékvezetők: K. Gasmi, R. Gasmi (FRA) |

| 2024. január 15. 20:30 | Svédország     | 29–28       | Hollandia | SAP Arena, Mannheim Nézőszám: 13 203 Játékvezetők: Nikolov, Nachevski (MKD) |
| 2024. január 15. 20:30 | Claar, Wanne 5 | (15–15)     | Steins 6  | SAP Arena, Mannheim Nézőszám: 13 203 Játékvezetők: Nikolov, Nachevski (MKD) |
| 2024. január 15. 20:30 | 4×             | Jegyzőkönyv | 2× 1×     | SAP Arena, Mannheim Nézőszám: 13 203 Játékvezetők: Nikolov, Nachevski (MKD) |

### F csoport
| Hely. | Csapat      | M | Gy | D | V | G+  | G–  | Gk  | P | Továbbjutás |
| ----- | ----------- | - | -- | - | - | --- | --- | --- | - | ----------- |
| 1.    | Dánia       | 3 | 3  | 0 | 0 | 100 | 69  | +31 | 6 | Középdöntő  |
| 2.    | Portugália  | 3 | 2  | 0 | 1 | 88  | 88  | 0   | 4 | Középdöntő  |
| 3.    | Csehország  | 3 | 1  | 0 | 2 | 70  | 73  | −3  | 2 |             |
| 4.    | Görögország | 3 | 0  | 0 | 3 | 72  | 100 | −28 | 0 |             |

| 2024. január 11. 18:00 | Portugália | 31–24       | Görögország     | Olympiahalle, München Nézőszám: 11 607 Játékvezetők: C. Bonaventura, J. Bonaventura (FRA) |
| 2024. január 11. 18:00 | Costa 6    | (18–14)     | három játékos 5 | Olympiahalle, München Nézőszám: 11 607 Játékvezetők: C. Bonaventura, J. Bonaventura (FRA) |
| 2024. január 11. 18:00 | 2×         | Jegyzőkönyv | 2× 1×           | Olympiahalle, München Nézőszám: 11 607 Játékvezetők: C. Bonaventura, J. Bonaventura (FRA) |

| 2024. január 11. 20:30 | Dánia    | 23–14       | Csehország | Olympiahalle, München Nézőszám: 11 615 Játékvezetők: K. Gasmi, R. Gasmi (FRA) |
| 2024. január 11. 20:30 | Hansen 5 | (9–9)       | Patzel 4   | Olympiahalle, München Nézőszám: 11 615 Játékvezetők: K. Gasmi, R. Gasmi (FRA) |
| 2024. január 11. 20:30 | 3× 1×    | Jegyzőkönyv | 3×         | Olympiahalle, München Nézőszám: 11 615 Játékvezetők: K. Gasmi, R. Gasmi (FRA) |

| 2024. január 13. 18:00 | Csehország | 27–30       | Portugália  | Olympiahalle, München Nézőszám: 12 128 Játékvezetők: Schulze, Tönnies (GER) |
| 2024. január 13. 18:00 | Klíma 8    | (7–13)      | M. Costa 11 | Olympiahalle, München Nézőszám: 12 128 Játékvezetők: Schulze, Tönnies (GER) |
| 2024. január 13. 18:00 | 2× 2× 1×   | Jegyzőkönyv | 7×          | Olympiahalle, München Nézőszám: 12 128 Játékvezetők: Schulze, Tönnies (GER) |

| 2024. január 13. 20:30 | Görögország       | 28–40       | Dánia       | Olympiahalle, München Nézőszám: 12 128 Játékvezetők: Merz, Kuttler (GER) |
| 2024. január 13. 20:30 | Boskos, Kederis 4 | (13–20)     | Damgaard 10 | Olympiahalle, München Nézőszám: 12 128 Játékvezetők: Merz, Kuttler (GER) |
| 2024. január 13. 20:30 | 5×                | Jegyzőkönyv | 2×          | Olympiahalle, München Nézőszám: 12 128 Játékvezetők: Merz, Kuttler (GER) |

| 2024. január 15. 18:00 | Csehország | 29–20       | Görögország | Olympiahalle, München Nézőszám: 12 128 Játékvezetők: Elíasson, Pálsson (ISL) |
| 2024. január 15. 18:00 | Štěrba 7   | (15–8)      | Kederis 5   | Olympiahalle, München Nézőszám: 12 128 Játékvezetők: Elíasson, Pálsson (ISL) |
| 2024. január 15. 18:00 | 4× 1×      | Jegyzőkönyv | 5×          | Olympiahalle, München Nézőszám: 12 128 Játékvezetők: Elíasson, Pálsson (ISL) |

| 2024. január 15. 20:30 | Dánia     | 37–27       | Portugália | Olympiahalle, München Nézőszám: 12 128 Játékvezetők: Brunner, Salah (SUI) |
| 2024. január 15. 20:30 | Gidsel 11 | (17–15)     | M. Costa 9 | Olympiahalle, München Nézőszám: 12 128 Játékvezetők: Brunner, Salah (SUI) |
| 2024. január 15. 20:30 | 2× 1×     | Jegyzőkönyv | 5× 1×      | Olympiahalle, München Nézőszám: 12 128 Játékvezetők: Brunner, Salah (SUI) |

## Középdöntő
A csapatok az egymás elleni eredményeiket magukkal viszik a csoportkörből.

### 1. csoport
| Hely. | Csapat          | M | Gy | D | V | G+  | G–  | Gk  | P  | Továbbjutás |
| ----- | --------------- | - | -- | - | - | --- | --- | --- | -- | ----------- |
| 1.    | Franciaország   | 5 | 5  | 0 | 0 | 174 | 154 | +20 | 10 | Elődöntők   |
| 2.    | Németország (R) | 5 | 2  | 1 | 2 | 137 | 137 | 0   | 5  | Elődöntők   |
| 3.    | Magyarország    | 5 | 2  | 0 | 3 | 151 | 151 | 0   | 4  | 5. helyért  |
| 4.    | Ausztria        | 5 | 1  | 2 | 2 | 132 | 138 | −6  | 4  |             |
| 5.    | Izland          | 5 | 2  | 0 | 3 | 142 | 152 | −10 | 4  |             |
| 6.    | Horvátország    | 5 | 1  | 1 | 3 | 146 | 150 | −4  | 3  |             |

| 2024. január 18. 15:30 | Magyarország   | 29–30       | Ausztria | Lanxess Arena, Köln Nézőszám: 19 750 Játékvezetők: D. Martins, R. Martins (POR) |
| 2024. január 18. 15:30 | négy játékos 4 | (17–17)     | Bilyk 8  | Lanxess Arena, Köln Nézőszám: 19 750 Játékvezetők: D. Martins, R. Martins (POR) |
| 2024. január 18. 15:30 | 2×             | Jegyzőkönyv | 4× 1×    | Lanxess Arena, Köln Nézőszám: 19 750 Játékvezetők: D. Martins, R. Martins (POR) |

| 2024. január 18. 18:00 | Franciaország | 34–32       | Horvátország | Lanxess Arena, Köln Nézőszám: 19 750 Játékvezetők: Jørum, Kleven (NOR) |
| 2024. január 18. 18:00 | Mem 6         | (18–18)     | Srna 6       | Lanxess Arena, Köln Nézőszám: 19 750 Játékvezetők: Jørum, Kleven (NOR) |
| 2024. január 18. 18:00 | 4× 1×         | Jegyzőkönyv | 5× 1×        | Lanxess Arena, Köln Nézőszám: 19 750 Játékvezetők: Jørum, Kleven (NOR) |

| 2024. január 18. 20:30 | Németország | 26–24       | Izland     | Lanxess Arena, Köln Nézőszám: 19 750 Játékvezetők: Nikolov, Nachevski (MKD) |
| 2024. január 18. 20:30 | Knorr 6     | (11–10)     | Smárason 6 | Lanxess Arena, Köln Nézőszám: 19 750 Játékvezetők: Nikolov, Nachevski (MKD) |
| 2024. január 18. 20:30 | 2× 1×       | Jegyzőkönyv | 2× 2×      | Lanxess Arena, Köln Nézőszám: 19 750 Játékvezetők: Nikolov, Nachevski (MKD) |

| 2024. január 20. 15:30 | Franciaország          | 39–32       | Izland          | Lanxess Arena, Köln Nézőszám: 19 750 Játékvezetők: Hansen, Madsen (DEN) |
| 2024. január 20. 15:30 | Richardson, Fabregas 6 | (17–14)     | három játékos 6 | Lanxess Arena, Köln Nézőszám: 19 750 Játékvezetők: Hansen, Madsen (DEN) |
| 2024. január 20. 15:30 | 4×                     | Jegyzőkönyv | 3× 1×           | Lanxess Arena, Köln Nézőszám: 19 750 Játékvezetők: Hansen, Madsen (DEN) |

| 2024. január 20. 18:00 | Magyarország | 29–26       | Horvátország    | Lanxess Arena, Köln Nézőszám: 19 750 Játékvezetők: Lah, Sok (SLO) |
| 2024. január 20. 18:00 | Imre 7       | (14–13)     | Lucin, Glavas 5 | Lanxess Arena, Köln Nézőszám: 19 750 Játékvezetők: Lah, Sok (SLO) |
| 2024. január 20. 18:00 | 4× 3×        | Jegyzőkönyv | 6× 1×           | Lanxess Arena, Köln Nézőszám: 19 750 Játékvezetők: Lah, Sok (SLO) |

| 2024. január 20. 20:30 | Németország | 22–22       | Ausztria | Lanxess Arena, Köln Nézőszám: 19 750 Játékvezetők: Kurtagic, Wetterwik (SWE) |
| 2024. január 20. 20:30 | Knorr 6     | (11–12)     | Bilyk 5  | Lanxess Arena, Köln Nézőszám: 19 750 Játékvezetők: Kurtagic, Wetterwik (SWE) |
| 2024. január 20. 20:30 | 3× 1×       | Jegyzőkönyv | 3× 1×    | Lanxess Arena, Köln Nézőszám: 19 750 Játékvezetők: Kurtagic, Wetterwik (SWE) |

| 2024. január 22. 15:30 | Horvátország | 30–35       | Izland    | Lanxess Arena, Köln Nézőszám: 19 750 Játékvezetők: D. Martins, R. Martins (POR) |
| 2024. január 22. 15:30 | Jelinić 6    | (18–16)     | Elísson 8 | Lanxess Arena, Köln Nézőszám: 19 750 Játékvezetők: D. Martins, R. Martins (POR) |
| 2024. január 22. 15:30 | 5×           | Jegyzőkönyv | 1× 1×     | Lanxess Arena, Köln Nézőszám: 19 750 Játékvezetők: D. Martins, R. Martins (POR) |

| 2024. január 22. 18:00 | Franciaország   | 33–28       | Ausztria         | Lanxess Arena, Köln Nézőszám: 19 750 Játékvezetők: Horáček, Novotný (CZE) |
| 2024. január 22. 18:00 | Fabregas, Mem 7 | (15–16)     | Bilyk, Hutecek 6 | Lanxess Arena, Köln Nézőszám: 19 750 Játékvezetők: Horáček, Novotný (CZE) |
| 2024. január 22. 18:00 | 2×              | Jegyzőkönyv | 4×               | Lanxess Arena, Köln Nézőszám: 19 750 Játékvezetők: Horáček, Novotný (CZE) |

| 2024. január 22. 20:30 | Németország | 35–28       | Magyarország    | Lanxess Arena, Köln Nézőszám: 19 750 Játékvezetők: Jorum, Kleven (NOR) |
| 2024. január 22. 20:30 | Köster 8    | (18–17)     | Ancsin, Rosta 6 | Lanxess Arena, Köln Nézőszám: 19 750 Játékvezetők: Jorum, Kleven (NOR) |
| 2024. január 22. 20:30 | 3×          | Jegyzőkönyv | 1× 1×           | Lanxess Arena, Köln Nézőszám: 19 750 Játékvezetők: Jorum, Kleven (NOR) |

| 2024. január 24. 15:30 | Ausztria | 24–26       | Izland       | Lanxess Arena, Köln Nézőszám: 19 750 Játékvezetők: Pavićević, Ražnatović (MNE) |
| 2024. január 24. 15:30 | Wagner 7 | (8–14)      | Guðjónsson 8 | Lanxess Arena, Köln Nézőszám: 19 750 Játékvezetők: Pavićević, Ražnatović (MNE) |
| 2024. január 24. 15:30 | 3×       | Jegyzőkönyv | 4× 1×        | Lanxess Arena, Köln Nézőszám: 19 750 Játékvezetők: Pavićević, Ražnatović (MNE) |

| 2024. január 24. 18:00 | Franciaország | 35–32       | Magyarország     | Lanxess Arena, Köln Nézőszám: 19 750 Játékvezetők: Lah, Sok (SLO) |
| 2024. január 24. 18:00 | Remili 7      | (20–18)     | Bánhidi, Rosta 5 | Lanxess Arena, Köln Nézőszám: 19 750 Játékvezetők: Lah, Sok (SLO) |
| 2024. január 24. 18:00 | 3× 1×         | Jegyzőkönyv | 3×               | Lanxess Arena, Köln Nézőszám: 19 750 Játékvezetők: Lah, Sok (SLO) |

| 2024. január 24. 20:30 | Németország      | 24–30       | Horvátország | Lanxess Arena, Köln Nézőszám: 19 750 Játékvezetők: Marín, García (ESP) |
| 2024. január 24. 20:30 | Golla, Heymann 4 | (14–13)     | Karačić 6    | Lanxess Arena, Köln Nézőszám: 19 750 Játékvezetők: Marín, García (ESP) |
| 2024. január 24. 20:30 | 2× 1×            | Jegyzőkönyv | 3×           | Lanxess Arena, Köln Nézőszám: 19 750 Játékvezetők: Marín, García (ESP) |

### 2. csoport
| Hely. | Csapat     | M | Gy | D | V | G+  | G–  | Gk  | P | Továbbjutás |
| ----- | ---------- | - | -- | - | - | --- | --- | --- | - | ----------- |
| 1.    | Dánia      | 5 | 4  | 0 | 1 | 158 | 132 | +26 | 8 | Elődöntők   |
| 2.    | Svédország | 5 | 3  | 0 | 2 | 147 | 144 | +3  | 6 | Elődöntők   |
| 3.    | Szlovénia  | 5 | 3  | 0 | 2 | 145 | 147 | −2  | 6 | 5. helyért  |
| 4.    | Portugália | 5 | 2  | 1 | 2 | 163 | 172 | −9  | 5 |             |
| 5.    | Norvégia   | 5 | 2  | 0 | 3 | 150 | 149 | +1  | 4 |             |
| 6.    | Hollandia  | 5 | 0  | 1 | 4 | 154 | 173 | −19 | 1 |             |

| 2024. január 17. 15:30 | Norvégia | 32–37       | Portugália | Barclays Arena, Hamburg Nézőszám: 8707 Játékvezetők: Schulze, Tönnies (GER) |
| 2024. január 17. 15:30 | Blonz 7  | (15–18)     | Portela 8  | Barclays Arena, Hamburg Nézőszám: 8707 Játékvezetők: Schulze, Tönnies (GER) |
| 2024. január 17. 15:30 | 2×       | Jegyzőkönyv | 2×         | Barclays Arena, Hamburg Nézőszám: 8707 Játékvezetők: Schulze, Tönnies (GER) |

| 2024. január 17. 18:00 | Dánia    | 39–27       | Hollandia   | Barclays Arena, Hamburg Nézőszám: 9568 Játékvezetők: C. Bonaventura, J. Bonaventura (FRA) |
| 2024. január 17. 18:00 | Gisdel 9 | (18–17)     | Ten Velde 8 | Barclays Arena, Hamburg Nézőszám: 9568 Játékvezetők: C. Bonaventura, J. Bonaventura (FRA) |
| 2024. január 17. 18:00 | 1×       | Jegyzőkönyv | 6×          | Barclays Arena, Hamburg Nézőszám: 9568 Játékvezetők: C. Bonaventura, J. Bonaventura (FRA) |

| 2024. január 17. 20:30 | Szlovénia | 22–28       | Svédország | Barclays Arena, Hamburg Nézőszám: 9933 Játékvezetők: Marín, García (ESP) |
| 2024. január 17. 20:30 | Vlah 7    | (7–11)      | Pellas 8   | Barclays Arena, Hamburg Nézőszám: 9933 Játékvezetők: Marín, García (ESP) |
| 2024. január 17. 20:30 | 2× 2×     | Jegyzőkönyv | 1× 3×      | Barclays Arena, Hamburg Nézőszám: 9933 Játékvezetők: Marín, García (ESP) |

| 2024. január 19. 15:30 | Szlovénia   | 30–33       | Portugália  | Barclays Arena, Hamburg Nézőszám: 13 376 Játékvezetők: C. Bonaventura, J. Bonaventura (FRA) |
| 2024. január 19. 15:30 | Mačkovšek 7 | (17–18)     | M. Costa 11 | Barclays Arena, Hamburg Nézőszám: 13 376 Játékvezetők: C. Bonaventura, J. Bonaventura (FRA) |
| 2024. január 19. 15:30 | 3× 1×       | Jegyzőkönyv | 2× 2×       | Barclays Arena, Hamburg Nézőszám: 13 376 Játékvezetők: C. Bonaventura, J. Bonaventura (FRA) |

| 2024. január 19. 18:00 | Norvégia       | 35–32       | Hollandia   | Barclays Arena, Hamburg Nézőszám: 13 376 Játékvezetők: Pavićević, Ražnatović (MNE) |
| 2024. január 19. 18:00 | négy játékos 4 | (16–18)     | ten Velde 8 | Barclays Arena, Hamburg Nézőszám: 13 376 Játékvezetők: Pavićević, Ražnatović (MNE) |
| 2024. január 19. 18:00 | 4×             | Jegyzőkönyv | 3×          | Barclays Arena, Hamburg Nézőszám: 13 376 Játékvezetők: Pavićević, Ražnatović (MNE) |

| 2024. január 19. 20:30 | Dánia     | 28–27       | Svédország | Barclays Arena, Hamburg Nézőszám: 13 376 Játékvezetők: Horáček, Novotný (CZE) |
| 2024. január 19. 20:30 | Gisdel 10 | (17–15)     | Wanne 9    | Barclays Arena, Hamburg Nézőszám: 13 376 Játékvezetők: Horáček, Novotný (CZE) |
| 2024. január 19. 20:30 | 4×        | Jegyzőkönyv | 5×         | Barclays Arena, Hamburg Nézőszám: 13 376 Játékvezetők: Horáček, Novotný (CZE) |

| 2024. január 21. 15:30 | Szlovénia       | 37–34       | Hollandia      | Barclays Arena, Hamburg Nézőszám: 13 376 Játékvezetők: Schulze, Tönnies (GER) |
| 2024. január 21. 15:30 | három játékos 6 | (19–13)     | Versteijnen 15 | Barclays Arena, Hamburg Nézőszám: 13 376 Játékvezetők: Schulze, Tönnies (GER) |
| 2024. január 21. 15:30 | 3×              | Jegyzőkönyv | 2× 1×          | Barclays Arena, Hamburg Nézőszám: 13 376 Játékvezetők: Schulze, Tönnies (GER) |

| 2024. január 21. 18:00 | Svédország | 40–33       | Portugália | Barclays Arena, Hamburg Nézőszám: 13 376 Játékvezetők: Nikolov, Nachevski (MKD) |
| 2024. január 21. 18:00 | Pellas 10  | (19–15)     | M. Costa 8 | Barclays Arena, Hamburg Nézőszám: 13 376 Játékvezetők: Nikolov, Nachevski (MKD) |
| 2024. január 21. 18:00 | 4×         | Jegyzőkönyv | 2×         | Barclays Arena, Hamburg Nézőszám: 13 376 Játékvezetők: Nikolov, Nachevski (MKD) |

| 2024. január 21. 20:30 | Norvégia | 23–29       | Dánia           | Barclays Arena, Hamburg Nézőszám: 13 376 Játékvezetők: Marín, García (ESP) |
| 2024. január 21. 20:30 | Blonz 5  | (11–18)     | három játékos 5 | Barclays Arena, Hamburg Nézőszám: 13 376 Játékvezetők: Marín, García (ESP) |
| 2024. január 21. 20:30 | 1×       | Jegyzőkönyv | 2× 2×           | Barclays Arena, Hamburg Nézőszám: 13 376 Játékvezetők: Marín, García (ESP) |

| 2024. január 23. 15:30 | Hollandia   | 33–33       | Portugália        | Barclays Arena, Hamburg Nézőszám: 8868 Játékvezetők: Hansen, Madsen (DEN) |
| 2024. január 23. 15:30 | ten Velde 7 | (17–15)     | M. Costa, Frade 8 | Barclays Arena, Hamburg Nézőszám: 8868 Játékvezetők: Hansen, Madsen (DEN) |
| 2024. január 23. 15:30 | 2× 1×       | Jegyzőkönyv | 2×                | Barclays Arena, Hamburg Nézőszám: 8868 Játékvezetők: Hansen, Madsen (DEN) |

| 2024. január 23. 18:00 | Szlovénia | 28–25       | Dánia                   | Barclays Arena, Hamburg Nézőszám: 9016 Játékvezetők: Kurtagic, Wetterwik (SWE) |
| 2024. január 23. 18:00 | Horžen 6  | (17–14)     | Kirkeløkke, Jørgensen 6 | Barclays Arena, Hamburg Nézőszám: 9016 Játékvezetők: Kurtagic, Wetterwik (SWE) |
| 2024. január 23. 18:00 | 3× 1×     | Jegyzőkönyv | 2×                      | Barclays Arena, Hamburg Nézőszám: 9016 Játékvezetők: Kurtagic, Wetterwik (SWE) |

| 2024. január 23. 20:30 | Norvégia | 33–23       | Svédország | Barclays Arena, Hamburg Nézőszám: 9031 Játékvezetők: C. Bonaventura, J. Bonaventura (FRA) |
| 2024. január 23. 20:30 | Blonz 11 | (15–12)     | Sandell 4  | Barclays Arena, Hamburg Nézőszám: 9031 Játékvezetők: C. Bonaventura, J. Bonaventura (FRA) |
| 2024. január 23. 20:30 | 1× 1×    | Jegyzőkönyv | 6×         | Barclays Arena, Hamburg Nézőszám: 9031 Játékvezetők: C. Bonaventura, J. Bonaventura (FRA) |

## Egyenes kieséses szakasz
|  |                   |                       |           |                   |    |                       |                       |       |
|  | Elődöntők         | Elődöntők             | Elődöntők |                   |    | Döntő                 | Döntő                 | Döntő |
|  | Elődöntők         | Elődöntők             | Elődöntők |                   |    | Döntő                 | Döntő                 | Döntő |
|  | január 26. – Köln |                       |           |                   |    |                       |                       |       |
|  |                   |                       |           |                   |    |                       |                       |       |
|  | 1/1.              | Franciaország (h. u.) | 34        |                   |    |                       |                       |       |
|  | 1/1.              | Franciaország (h. u.) | 34        | január 28. – Köln |    |                       |                       |       |
|  | 2/2.              | Svédország            | 30        |                   |    |                       |                       |       |
|  | 2/2.              | Svédország            | 30        |                   |    | Franciaország (h. u.) | Franciaország (h. u.) | 33    |
|  | január 26. – Köln |                       |           |                   |    | Franciaország (h. u.) | Franciaország (h. u.) | 33    |
|  |                   |                       | Dánia     | Dánia             | 31 |                       |                       |       |
|  | 1/2.              | Németország           | Dánia     | Dánia             | 31 | 26                    |                       |       |
|  | 1/2.              | Németország           |           |                   |    |                       |                       |       |
|  | 2/1.              | Dánia                 | 29        |                   |    |                       |                       |       |
|  | 2/1.              | Dánia                 | 29        | Bronzmérkőzés     |    |                       |                       |       |
|  |                   |                       |           |                   |    |                       |                       |       |
|  | január 28. – Köln |                       |           |                   |    |                       |                       |       |
|  |                   |                       |           |                   |    |                       |                       |       |
|  | Svédország        | Svédország            | 34        |                   |    |                       |                       |       |
|  | Svédország        | Svédország            | 34        |                   |    |                       |                       |       |
|  | Németország       | Németország           | 31        |                   |    |                       |                       |       |
|  | Németország       | Németország           | 31        |                   |    |                       |                       |       |

### Elődöntők
| 2024. január 26. 17:45 | Franciaország | 34–30 (h. u.)  | Svédország | Lanxess Arena, Köln Nézőszám: 19 750 Játékvezetők: Nikolov, Nachevski (MKD) |
| 2024. január 26. 17:45 | Descat 8      | (17–11, 27–27) | Claar 9    | Lanxess Arena, Köln Nézőszám: 19 750 Játékvezetők: Nikolov, Nachevski (MKD) |
| 2024. január 26. 17:45 | 4×            | Jegyzőkönyv    | 1×         | Lanxess Arena, Köln Nézőszám: 19 750 Játékvezetők: Nikolov, Nachevski (MKD) |

| 2024. január 26. 20:30 | Németország | 26–29       | Dánia           | Lanxess Arena, Köln Nézőszám: 19 750 Játékvezetők: Lah, Sok (SLO) |
| 2024. január 26. 20:30 | Uscins 5    | (14–12)     | három játékos 5 | Lanxess Arena, Köln Nézőszám: 19 750 Játékvezetők: Lah, Sok (SLO) |
| 2024. január 26. 20:30 | 3× 2×       | Jegyzőkönyv | 4×              | Lanxess Arena, Köln Nézőszám: 19 750 Játékvezetők: Lah, Sok (SLO) |

### Az 5. helyért
| 2024. január 26. 15:00 | Magyarország     | 23–22       | Szlovénia       | Lanxess Arena, Köln Nézőszám: 19 750 Játékvezetők: Schulze, Tönnies (GER) |
| 2024. január 26. 15:00 | Bánhidi, Lékai 5 | (12–13)     | három játékos 4 | Lanxess Arena, Köln Nézőszám: 19 750 Játékvezetők: Schulze, Tönnies (GER) |
| 2024. január 26. 15:00 | 5× 1×            | Jegyzőkönyv | 2×              | Lanxess Arena, Köln Nézőszám: 19 750 Játékvezetők: Schulze, Tönnies (GER) |

### Bronzmérkőzés
| 2024. január 28. 15:00 | Svédország | 34–31       | Németország | Lanxess Arena, Köln Nézőszám: 19 750 Játékvezetők: Pavićević, Ražnatović (MNE) |
| 2024. január 28. 15:00 | Claar 8    | (18–12)     | Uščins 8    | Lanxess Arena, Köln Nézőszám: 19 750 Játékvezetők: Pavićević, Ražnatović (MNE) |
| 2024. január 28. 15:00 | 3×         | Jegyzőkönyv |             | Lanxess Arena, Köln Nézőszám: 19 750 Játékvezetők: Pavićević, Ražnatović (MNE) |

### Döntő
| 2024. január 28. 17:45 | Franciaország | 33–31 (h. u.)  | Dánia    | Lanxess Arena, Köln Nézőszám: 19 750 Játékvezetők: Marín, García (ESP) |
| 2024. január 28. 17:45 | Fabregas 8    | (14–14, 27–27) | Hansen 9 | Lanxess Arena, Köln Nézőszám: 19 750 Játékvezetők: Marín, García (ESP) |
| 2024. január 28. 17:45 | 4× 2×         | Jegyzőkönyv    | 3× 1×    | Lanxess Arena, Köln Nézőszám: 19 750 Játékvezetők: Marín, García (ESP) |

| A 2024-es férfi kézilabda-Európa-bajnokság győztese |
| --------------------------------------------------- |
| · Franciaország · 4. cím                            |

## Végeredmény
Az 1–6. helyekért helyosztó mérkőzéseket játszanak. A középdöntő negyedik helyezettjei a 7–8., az ötödik helyezettjei a 9–10., a hatodik helyezettjei a 11–12. helyeken végeznek a középdöntőbeli eredményeik alapján. A csoportkör harmadik helyezettjei a 13–18., a negyedik helyezettjei a 19–24. helyeken végeznek a csoportkörbeli eredményeik alapján.
|  | Részvételi jogot szerzett a 2025-ös világbajnokságra és a 2024. évi nyári olimpiai játékokra |
|  | Részvételi jogot szerzett a 2025-ös világbajnokságra                                         |

| Helyezés                 | Csapat              |
| ------------------------ | ------------------- |
| 1. helyezett, aranyérmes | Franciaország       |
| 2. helyezett, ezüstérmes | Dánia               |
| 3. helyezett, bronzérmes | Svédország          |
| 4.                       | Németország         |
| 5.                       | Magyarország        |
| 6.                       | Szlovénia           |
| 7.                       | Portugália          |
| 8.                       | Ausztria            |
| 9.                       | Norvégia            |
| 10.                      | Izland              |
| 11.                      | Horvátország        |
| 12.                      | Hollandia           |
| 13.                      | Spanyolország       |
| 14.                      | Montenegró          |
| 15.                      | Csehország          |
| 16.                      | Lengyelország       |
| 17.                      | Észak-Macedónia     |
| 18.                      | Grúzia              |
| 19.                      | Szerbia             |
| 20.                      | Feröer              |
| 21.                      | Svájc               |
| 22.                      | Románia             |
| 23.                      | Görögország         |
| 24.                      | Bosznia-Hercegovina |

## Statisztikák

### Góllövőlista
| #   | Név               | Gólok száma | Lövések száma | %   |
| --- | ----------------- | ----------- | ------------- | --- |
| 1.  | Martim Costa      | 54          | 81            | 67% |
| 1.  | Mathias Gidsel    | 54          | 66            | 82% |
| 3.  | Juri Knorr        | 50          | 86            | 58% |
| 4.  | Dika Mem          | 49          | 76            | 64% |
| 5.  | Rutger ten Velde  | 45          | 65            | 69% |
| 6.  | Aleks Vlah        | 44          | 75            | 59% |
| 6.  | Ludovic Fabregas  | 44          | 50            | 88% |
| 8.  | Nikola Bilyk      | 41          | 72            | 57% |
| 9.  | Niels Versteijnen | 39          | 59            | 66% |
| 10. | Felix Claar       | 38          | 52            | 73% |

Forrás: Top scorer goals

## Díjak

### All-Star Team
A torna álomcsapatát 2024. január 28-án hirdették ki.
| Poszt      | Játékos                |
| ---------- | ---------------------- |
| Kapus      | Andreas Wolff (GER)    |
| Jobbszélső | Robert Weber (AUT)     |
| Jobbátlövő | Mathias Gidsel (DEN)   |
| Irányító   | Juri Knorr (GER)       |
| Balátlövő  | Martim Costa (POR)     |
| Balszélső  | Hampus Wanne (SWE)     |
| Beállós    | Ludovic Fabregas (FRA) |

### További díjak
| Díj                   | Játékos                |
| --------------------- | ---------------------- |
| MVP                   | Nedim Remili (FRA)     |
| A legjobb védőjátékos | Magnus Saugstrup (DEN) |